# Komovi
Das Gebirge Komovi ist mit 2487 m einer der höchsten Gebirgsstöcke der Dinariden. Im Osten Montenegros gelegen, ist es Zentrum des bedeutendsten hydrologischen Knotens der Dinarischen Gebirge. Hier entspringen Tara und Lim, die wichtigsten Zuflüsse der Drina. Der Komovi gehört als Massiv zur Gruppe des Prokletije und teilt mit diesem die alpinen Formen und das Relief mit einem ausgeprägten Hochgebirgscharakter. Südlich des Komovi schließt die Kučka planina, nördlich die Bjelasica an; im Osten befinden sich Visitor, Karanfil und Prokletija. 
Das Gebirge ist aus Werfener Schiefer aufgebaut, dem in den höchsten Partien ein dolomitischer Stock aus dem Trias aufsitzt. Die dolomitischen Gesteine sind für die augenfälligen Blockhalden der Bergflanken des Komovi verantwortlich. 
Die Hauptgipfel des Komovi sind: 
- Kučki Kom (2487 m);
- Ljevorćki Kom (2453 m);
- Vasojevićki Kom (2460 m).

Zwischen den beiden Hauptgipfeln Kučki und Vasojevićki Kom befindet sich das Trogtal Međukomlje, das durch die ausgedehntesten Schutthalden der Balkanhalbinsel geprägt wird.